# Golden League 2020/21 (kvinder, runde 1)
Golden League 2021 (Runde 1/Oktober) er den første udgave af Golden League-sæsonen 2020-21. Den blev spillet i Danmark, fra i perioden 1.-4 oktober 2020. Det er i alt tre turneringer der udgør Golden League. Både Danmark, Norge og Frankrig deltager som fast vært, ved hver runde.
Turneringen blev spillet for højest 500 tilskuere, grundet restriktioner med hensyn på coronaviruspandemien.

## Spillesteder
| Horsens                        | Viborg                          | Randers                                  |
| Forum Horsens Kapacitet: 4.000 | Vibocold Arena Kapacitet: 2.300 | Arena Randers (Arena 1) Kapacitet: 4.000 |
|                                |                                 |                                          |

## Resultater
| Dato  | Hold 1   | Hold 2     | Resultat |
| ----- | -------- | ---------- | -------- |
| 01·10 | Frankrig | Montenegro | 29–13    |
| 01·10 | Norge    | Danmark    | 21–28    |
| 03.10 | Frankrig | Norge      | 28–29    |
| 03.10 | Danmark  | Montenegro | 36–26    |
| 04.10 | Norge    | Montenegro | 34–28    |
| 04.10 | Danmark  | Frankrig   | 23–27    |

| Hold       | Kampe | Mål   | Point |
| ---------- | ----- | ----- | ----- |
| Norge      | 3     | 91–77 | 6     |
| Frankrig   | 3     | 84–65 | 4     |
| Danmark    | 3     | 80–78 | 2     |
| Montenegro | 3     | 64–99 | 0     |

| Sport | Spire Denne artikel om sport er en spire som bør udbygges. Du er velkommen til at hjælpe Wikipedia ved at udvide den. |